# United Democratic Party (Belize)
Die United Democratic Party (UDP) ist eine Partei in Belize und neben der People’s United Party die zweite Großpartei im Land.

## Geschichte
Die UDP wurde am 27. September 1973 aus drei Parteien gegründet, um die Vorherrschaft der regierenden PUP zu brechen. Die drei Parteien waren die National Independence Party (NIP), das People's Development Movement (PDM) und die Liberal Party, damals geführt von Manuel Esquivel. Seit 1998 ist Dean Barrow Parteivorsitzender.
Die konservative Partei der rechten Mitte kooperiert mit den US-amerikanischen Republikanern und ist Mitglied der Caribbean Democrat Union (CDU), der Regionalorganisation der weltweiten konservativen Internationalen Demokratischen Union (IDU).

## Wahlergebnisse
Von 2008 bis 2012 hielt die Partei 25 von 31 Sitzen im Repräsentantenhaus von Belize und stellte mit Dean Barrow den Regierungschef. Die UDP gewann 2012 erneut die Parlamentswahlen, jedoch mit deutlich wenigem Abstand und einem Verhältnis von 17 zu 14 Sitzen der People’s United Party. Barrow könnte damit zum zweiten Mal zum Premierminister gewählt werden. Bei der Parlamentswahl 2015 gewann sie 19 Sitze. Dies erlaubte Barrow eine dritte Amtszeit.